# Der Abend (Deutschland)
Der Abend war eine Tageszeitung, die von 1946 bis 1981 in West-Berlin erschien. Die Zeitung erschien täglich, außer sonntags, im großformatigen Berliner Format.

## Geschichte
Nach Ende des Zweiten Weltkriegs gab es im Sommer 1946 in Berlin 13 Zeitungen, davon erschienen nur fünf in den Westsektoren, während acht im Sowjetischen Sektor herausgegeben wurden. Im Vorfeld der ersten Nachkriegswahl in Berlin, die am 20. Oktober 1946 in allen vier Sektoren stattfand, gingen die amerikanischen und britischen Militärregierungen daran, Schritte gegen dieses publizistische Ungleichgewicht zu unternehmen. So erteilte im Oktober 1946 die amerikanische Militärverwaltung Hans Sonnenfeld und Maximilian Müller-Jabusch eine Lizenz für eine Tageszeitung, die am 10. Oktober 1946 – zehn Tage vor der Wahl – erstmals erschien. Trotz des Titels Der Abend handelte es sich um eine Mittagszeitung. Sonnenfeld, vor Kriegsende Prokurist und Druckereileiter bei Ullstein, wurde der Verleger des Abend, während Müller-Jabusch, in der Weimarer Republik Redakteur der Vossischen Zeitung und dann bis 1940 Pressechef der Deutschen Bank, Chefredakteur wurde. Geschäftsführer des Verlages waren beide.
Die Startauflage des Abend lag im November 1946 bei 100.000 Exemplaren, bei einer Zeitungsauflage aller Titel in den Westsektoren von ca. 1,4 Millionen Exemplaren. Im deutlich kleineren Ostsektor lag die Gesamtauflage zum gleichen Zeitpunkt bei 2,8 Millionen Exemplaren. Nach der für die Westmächte erfreulich verlaufenen Wahl vom Oktober 1946 wurden die Auflagen wegen Papierknappheit wieder reduziert: Der Abend erschien nun mit 60.000 Exemplaren.
Erhebliches Aufsehen erregte im November 1947 die Verschleppung des Reporters Dieter Friede nach Ost-Berlin, der für den Abend und andere Zeitungen hauptsächlich aus dem Sowjetischen Sektor berichtete. Die SMAD dementierte erst jegliches Wissen um das Schicksal des verschwundenen Friede, um dann im ADN Friedes Festnahme wegen des Vorwurfs der Spionage zu melden. Nach Stationen im Speziallager Nr. 7 Sachsenhausen war Friede in Workuta inhaftiert, von wo er im Oktober 1955 nach West-Berlin zurückkehrte.
Während der Berlin-Blockade ab 1948 verwaltete der Deutsche Verlag die Papierlieferungen an die Berliner Verlage, der Telegraf verteilte das Papier an alle Zeitungen, die im Berliner Format erschienen. Das waren neben dem Abend der Sozialdemokrat, der Kurier, das Montags-Echo und das Spandauer Volksblatt. 1953 gründete der Verlag des Abend gemeinsam mit dem Tagesspiegel die Mercator-Druckerei, in deren Geschäftsführung ebenfalls Sonnenfeld und Müller-Jabusch eintraten.
Im Oktober 1978 legte Sonnenfeld sein Amt als Zeitungsverleger des Abend und als Geschäftsführer von Verlag und Mercator-Druckerei nieder. Der Frankfurter Unternehmer Carl Eberhard Press (u. a. Deutsche Großtransportgesellschaft) erwarb für netto fünf Millionen Mark 90 % des Anteils am Verlag und den 50 %-Anteil an der Mercator-Druckerei. (Der ursprüngliche Kaufpreis war sieben Millionen Mark; nach Prüfung der Bücher konnte Press von Sonnenfeld jedoch mindestens zwei Millionen Mark zurückfordern.)
Der Abend, der noch in den 1960er Jahren eine Auflage von 100.000 Exemplaren hatte, lag Mitte 1980 bei nur noch 44.000 Exemplaren. Der West-Berliner Zeitungsmarkt wurde vom Springer-Verlag dominiert, auf den 80 % der Gesamtauflage entfielen. Neben der Boulevardzeitung Abend waren nur noch der Tagesspiegel und das Spandauer Volksblatt von Springer unabhängig. Während der Tagesspiegel mit seiner liberalen Ausrichtung und seriösen Anmutung keiner direkten Konkurrenz durch Springer ausgesetzt war und das Volksblatt seine Stärke in der Ausrichtung auf Berlin-Spandau hatte, stand der Abend in direkter Konkurrenz zu Bild, B.Z. und Berliner Morgenpost. Im Juni 1980 erwarb Hossein Sabet den Abend und den 50 %-Anteil an der Mercator-Druckerei vom Vorbesitzer Carl Eberhard Press. Sabet ließ die Zeitung ab Mitte September 1980 erstmals morgens erscheinen (Slogan: „Das Beste am Morgen ist für uns der Abend“) und wechselte die Redaktion aus. Neuer Chefredakteur wurde Karsten Peters, vormals Abendzeitung. Die neue Startauflage war 100.000 Exemplare, die Redaktion zog um und die Herstellung wurde auf Lichtsatz geändert. Am
23. Januar 1981 erschien die letzte Ausgabe des Abend; der Verlag war insolvent.